# Astragalus eremospartoides
Astragalus eremospartoides är en ärtväxtart som beskrevs av Eduard August von Regel. Astragalus eremospartoides ingår i släktet vedlar, och familjen ärtväxter. Inga underarter finns listade i Catalogue of Life.